# 埃尔纳尼
埃尔纳尼（西班牙語：Hernani）是西班牙巴斯克自治区吉普斯夸省的一个市镇。总面积40平方公里，总人口18287人（2001年），人口密度457人/平方公里。

## 采邑
- 索里亞女公爵瑪格麗塔公主：西班牙國王胡安·卡洛斯一世之妹，其世襲頭銜埃爾納尼女公爵采邑為該鎮。[1]